# 摩洛哥牙鯛
摩洛哥牙鯛為輻鰭魚綱鱸形目鱸亞目鯛科的其中一種，分布於東大西洋區，從法國比斯開灣至幾內亞灣海域，棲息深度20-500公尺，體長可達45公分，棲息在各底質海域，會做季節性遷徙，屬肉食性，以魚類、甲殼類、軟體動物等為食，可做為食用魚及遊釣魚。